# Kyselina palmitová
Kyselina palmitová je karboxylová kyselina. Její funkční vzorec je CH3[CH2]14COOH. Je to vyšší nasycená mastná kyselina, je tudíž obsažena v tucích. Její chemický název zní kyselina hexadekanová. Za normálních podmínek je to bílá pevná látka. Jak její název napovídá, vyskytuje se v palmovém oleji. Je obsažena také v másle, sýrech, mléku a mase.
Za druhé světové války se její deriváty začaly používat k výrobě napalmu. Velký význam má její směs s kyselinou stearovou, která se nazývá stearín. Používá se k výrobě svíček, kosmetických krémů a leštících past.
Získává se reakcí sodného louhu (řidčeji louhu draselného) s tukem. Vzniká glycerol, palmitan sodný, stearan sodný, olejan sodný (sodná sůl kyseliny olejové) a další. Jejich vzájemný poměr záleží na jednotlivých typech tuku. Tato směs se používá na výrobu mýdel. Pokud je potřeba vytvořit jednotlivé kyseliny, tak se tyto sodné soli nechají zreagovat se silnějšími kyselinami, než je kyselina palmitová, obvykle se užívá třeba kyselina sírová či kyselina chlorovodíková. Vznikne sraženina, nerozpustná ve vodě, která obsahuje právě zmíněné mastné kyseliny.